# Rezerwat przyrody Ostrów koło Pszczółczyna
Rezerwat przyrody Ostrów koło Pszczółczyna – rezerwat leśny o powierzchni 16,80 ha, położony w województwie kujawsko-pomorskim, powiecie żnińskim, w gminie Łabiszyn.
Został utworzony zarządzeniem Ministra Leśnictwa i Przemysłu Drzewnego z dnia 16 września 1974 roku.
Obszar rezerwatu podlega ochronie ścisłej.

## Lokalizacja
Pod względem fizycznogeograficznym rezerwat znajduje się w mezoregionie Kotlina Toruńska, na ostrowie leśnym, wyniesionym ponad otaczające łąki nadnoteckie.
Najbliższymi miejscowościami są Pszczółczyn i Władysławowo. Północną granicę rezerwatu stanowi Kanał Notecki.

## Charakterystyka
Ochroną prawną w rezerwacie objęto fragment lasu liściastego o charakterze naturalnym – grąd niski dębowo-grabowy z dużym udziałem lipy szerokolistnej oraz łęg olszowy z olszą czarną i lipą szerokolistną. W runie występują gatunki chronione: wawrzynek wilczełyko i bluszcz pospolity. Jest tutaj ponadto stanowisko bardzo rzadkiego i chronionego gatunku – czosnku niedźwiedziego.
Na obrzeżach rezerwatu rośnie łęg olszowy, w którego runie występuje m.in. niecierpek pospolity, szczyr trwały czy śledziennica skrętolistna. 
Zwraca uwagę barwny, wiosenny aspekt zbiorowiska, kiedy masowo zakwitają kokorycze: pusta oraz wątła, złoć żółta, ziarnopłon wiosenny oraz dwa gatunki zawilców, gajowy i żółty.